# Noel Skehan
Noel Skehan, né le 6 décembre 1945 à Bennettsbridge dans le Comté de Kilkenny en Irlande, est un joueur de hurling Irlandais. Il joue pour le club de Bennettsbridge GAA et est sélectionné de 1968 à 1985 dans l’équipe du Comté de Kilkenny. Skehan est considéré comme un des plus grands gardiens de but de l’histoire du hurling.
Le statut de Skehan parmi les plus grands joueurs semble évident à la vue de son palmarès. En 20 ans il remporte le nombre record de neuf championnats d’Irlande, huit titres de champion du Leinster, trois ligues nationale de hurling avec l’équipe de Kilkenny et quatre Railway Cup avec le Leinster GAA.
Noel Skehan a reçu de nombreux prix et trophées personnels. En 1982, il est couronné du titre de meilleur hurler de l’année (pour le sponsor Texaco). Il n’est alors que le deuxième gardien de but à être reconnu de la sorte. Skehan a aussi été sélectionné à sept reprises dans l’équipe All-Star de l’année.

## Ses débuts
Noel Skehan nait à Bennettsbridge, un village du Comté de kilkenny le 6 décembre 1945. Il nait dans une famille très impliquée dans le hurling. Son oncle Dan Kennedy est le capitaine de Kilkenny lors de la finale du championnat d’Irlande remportée contre Cork GAA en 1947. Sa mère est la cousine germaine du gardien de but légendaire de Kilkenny, Ollie Walsh.  Il passe son enfance dans la lotissement de Woodlawn où il côtoie de très nombreux futurs hurlers Paddy Moran, Séamus Cleere, Liam Cleere, John Kinsella, Pat Lawlor et Liam Simpson. Leur palmarès réuni ces hurlers rassemblent plus de 20 victoires en championnat d’Irlande. Skehan démontre une grande aptitude à la pratique du hurling dès son plus jeune âge.

## Sa carrière sportive

### Avec Bennettsbridge GAA
Noel Skehan joue dans l’équipe de son village natal, Bennettsbridge GAA et y remporte de nombreux succès. Il remporte son premier titre de champion du Comté de Kilkenny en 1960 alors qu’il est âgé de juste 16 ans. Deux ans plus tard, alors qu’il joue aussi en catégorie Minor (l’équivalent des juniors), il gagne pour la deuxième fois le championnat de Kilkenny. Viendont ensuite quatre autres titres de champion acquis en 1964, 1966, 1967 et 1971. Il accumule ainsi six titres de champion du Comté de Kilkenny.

### Avec les jeunes de Kilkenny GAA
Les performances de Noel Skehan avec son club de Bennetsbridge attirent rapidement l’œil des managers de l’équipe de Kilkenny GAA. Il rejoint l’équipe junior en 1962 et immédiatement remporte des titres marquants. Dès la première année il est le gardien de but de l’équipe qui conquiert le championnat du Leinster en battant en finale Wexford GAA sur le score de 5-7 à 5-4 .
Dans le championnat d’Irlande qui fait suite, Kilkenny s’affirme en se hissant en finale. La finale oppose les Cats à Tipperary GAA. Skehan rend une page vierge en n’encaissant aucun but et Kilkenny l’emporte 3-6 à 0-9

### Avec Kilkenny GAA
En 1963 Noel Skehan rejoint l’équipe senior de Kilkenny. Il est alors de remplaçant de son cousin et immense gardien Ollie Walsh.  Lors des neuf saisons suivantes, il fait quelques apparitions comme remplaçant car la titularisation de Walsh était l’évidence. Son statut de remplaçant lui permet tout de même de pouvoir s’enorgueillir de 6 titres de champion du Leinster et de trois championnats d’Irlande en 1963, 1967, 1969.
En 1972 Skehan succède enfin dans les buts à Walsh et s’empare de la place de titulaire à ce poste. Il joue sa première saison complète dans l’équipe de Kilkenny, mais en est aussi son capitaine. Cette première saison est elle aussi une année de succès. Skehan remporte le championnat du Leinster en battant en finale Wexford GAA. Dans la continuité, Kilkenny bat Galway GAA en demi-finale du championnat d’Irlande et se qualifie pour la grande finale de Croke Park où son adversaire est Cork GAA. Le match est aujourd’hui considéré comme un des grands classique du hurling. A l’approche du terme de la partie Cork mène de 8 points, mais les cats se révoltent et reviennent à égalité puis de marquer huit points pour assoir leur victoire sur le score de 3-24 à 5-11. Cette victoire permet à Skehan de remporter son premier titre national en tant que titulaire. Étant capitaine de l’équipe, c’est qui a l’honneur de soulever la Liam McCarthy Cup au nom de son équipe. Il est aussi nommé « Homme du match » de la finale. Il est enfin nommé au sein de l’équipe All-Star de l’année, le tout pour sa première saison complète dans l’équipe de Kilkenny.
En 1973, Skehan remporte un deuxième titre consécutif en championnat du Leinster après une nouvelle victoire sur Wexford. Tout au long de son parcours en All-Ireland, Kilkenny doit faire face à toute une série de blessures qui déciment l’équipe avant de se hisser tout de même en finale où l’attend Limerick GAA. Kilkenny passe un mauvais après-midi à Croke Park. Un but marqué par Mossie Dowling permet à Limerick de l’emporter 1-21 à 1-14. Comme une consolation Skehan reçoit une deuxième nomination parmi les All-Star.
L’histoire se répète en 1974 avec un nouveau titre de champion du Leinster obtenu aux dépens de Wexford. En championnat  d’Irlande, Limerick est l’adversaire de Kilkenny, mais cette fois au niveau des demi-finales. Kilkenny y voit l’occasion de prendre sa revanche sur la finale perdue de l’année précédente. Après 11 minutes de jeu, c’est pourtant Limerick qui mène avec 5 points d’avance. Toutefois un penalty de Eddie Keher et deux autres buts de Kilkenny permet à Skehan de remporter un deuxième titre de champion d’Irlande, puis une troisième élection dans l’équipe All-Star.
En 1975, Kilkenny bat Wexford pour la cinquième fois consécutive en finale du championnat du Leinster. Skehan et ses coéquipiers se qualifient ensuite pour une quatrième finale consécutive en championnat d’Irlande. Leur opposant est la surprenante équipe de Galway GAA. Les hommes de l’Ouest mènent de trois points à la mi-temps, mais avec un Eddie Keher marquant 2 buts et 7 points, Kilkenny conserve son titre sur le score de 2-22 à 2-10. La performance de Skehan en finale lui permet d’accrocher une quatrième médaille de All-Star.
1976 commence bien pour Skehan. Il joue un rôle primordial dans la victoire de Kilkenny en ligue nationale de hurling sur Clare GAA. Cette performance explique sa nouvelle sélection parmi les All-Star. Par contre son équipe entame une phase de déclin et perd sa couronne du Leinster en 1976 et 1977 au profit de Wexford GAA.
À partir de 1978, Kilkenny revient sur le devant de la scène en reprenant le titre du Leinster à Wexford au terme d’une finale très serrée 2-16 à 1-16. Après avoir battu Galway en demi-finale, Kilkenny affronte Cork en finale du All-Ireland. Cork est alors le grand favori et cherche à obtenir une troisième victoire consécutive. La finale est très serrée jusqu’à ce que Jimmy Barry-Murphy donne la victoire à Cork à treize minutes de la fin de la partie. Pour la deuxième fois en dix ans, Skehan perd une finale de All-Ireland.

## Palmarès

### Kilkenny
- All-Ireland Senior Hurling Championship:
  - Vainqueur (9): 1963, 1967, 1969, 1972, 1974, 1975, 1979, 1982, 1983
  - Finaliste (6):  1964, 1966, 1973, 1978
- Leinster Senior Hurling Championship:
  - Vainqueur (14): 1963, 1964, 1966, 1967, 1969, 1971, 1972, 1973, 1974, 1975, 1978, 1979, 1982, 1983
  - Finaliste (6):  1965, 1968, 1970, 1976, 1977, 1980
- Ligue nationale de hurling:
  - Vainqueur (4): 1965-1966, 1975-1976, 1981-1982, 1982-1983
  - Finaliste (3):  1966-1967, 1976-1977, 1977-1978

### Leinster
- Railway Cup :
  - Vainqueur (4) : 1973, 1974, 1975, 1979

### Personnel
- All-Star : 1972, 1973, 1974, 1975, 1976, 1982, 1983
- Joueur de l’année (Texaco) : 1982